# Lady Jaye Breyer P-Orridge

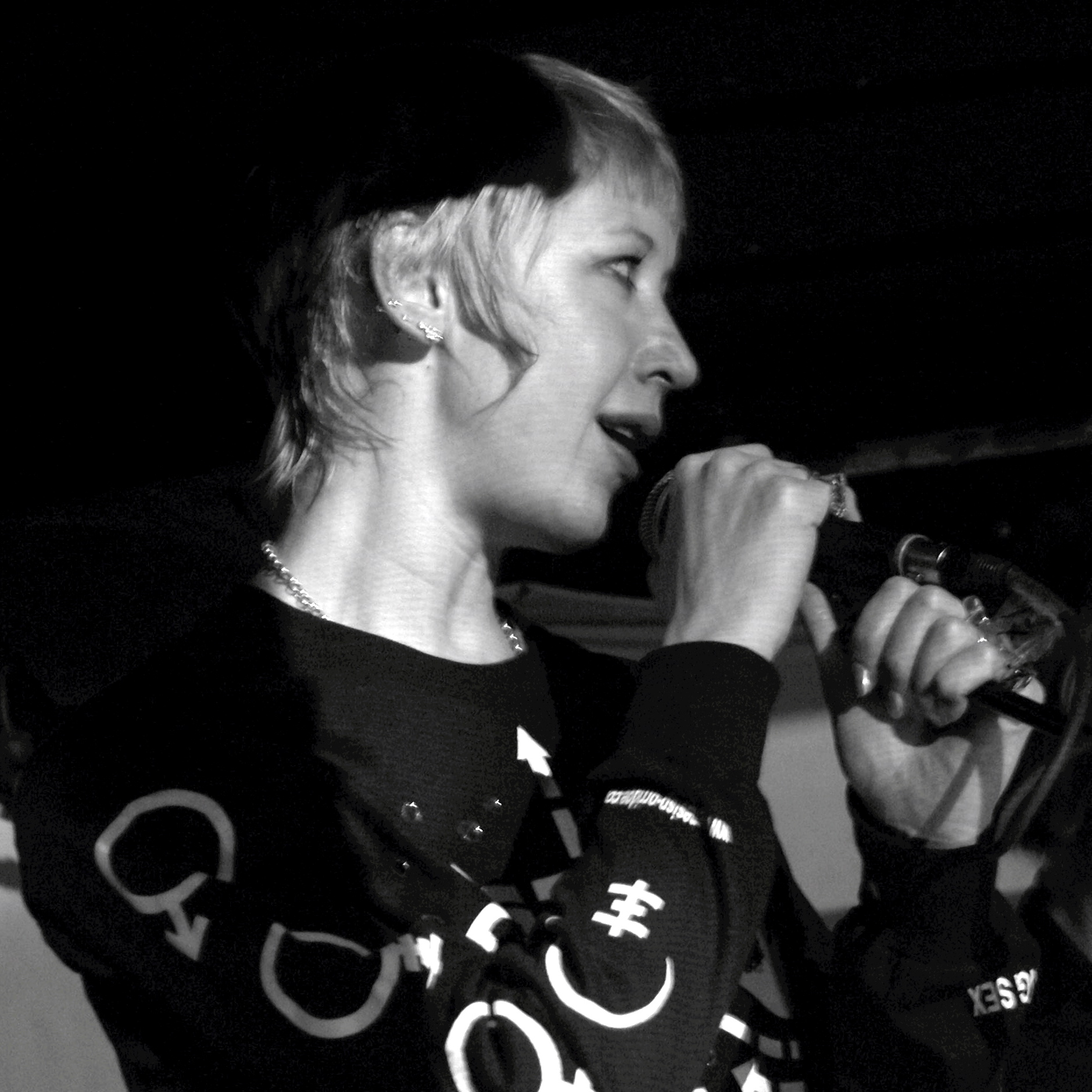
Lady Jaye Breyer P-Orridge, November 2004

Jacqueline Lady Jaye Breyer P-Orridge (* 1. Juli 1969 in New York; † 9. Oktober 2007 ebenda), vormals Jacqueline Mary Breyer, lebte und arbeitete in New York. Sie war Krankenschwester, Keyboardspielerin und Sängerin bei PTV3 (eine aufgefrischte Version von Psychic TV) und Thee Majesty. 1993 heiratete sie Genesis P-Orridge und nannte sich Lady Jaye Breyer P-Orridge als Teil des Projektes Pandrogyne, in dem sich Lady Jaye Breyer P-Orridge und Genesis P-Orridge äußerlich zu einer einzelnen Person angleichen, mit dem Ziel, gemeinsam eine pandrogyne Geschlechtsidentität zu schaffen. Der Name „Lady Jaye“ kommt von einem Charakter aus den G.I.-Joe-Comics.

## Leben und Karriere
Geboren und aufgewachsen in New York, ging sie in eine katholische Schule und bildete sich danach zur Krankenschwester aus. Sie arbeitete vorwiegend mit körperlich beeinträchtigen Kindern und engagierte sich für Tierrechte in New York.
Nach der Heirat lebte Lady Jaye in Brooklyn und begann in Musik und Kunstprojekten mitzuwirken. Ab dem Jahr 2000 begannen Lady Jaye und Genesis das Kunstprojekt „Breyer P-Orridge“ zu schaffen, das 2007 mit Lady Jayes überraschendem Tod ein abruptes Ende fand. Zur Angleichung gehörten verschiedene chirurgische Eingriffe, unter anderem Brustimplantate und Hautstraffungen. Das Paar orientierte sich dabei nicht an einem klassischen Schönheitsbild, sondern am Gegenüber. Das Bildmaterial der Operationen wurde zum Inhalt zahlreicher Ausstellungen.
Zur Person Breyer P-Orridge meint Lady Jaye: “We view Breyer P-Orridge as a separate person who is both of us. Neither of us take credit for the work, the work is a melding of both of our ideas which we would not have had singly. Both of us are in all of our art. That third being, Breyer P-Orridge, is always present.”
Gemäß einer Aussage von Lady Jaye fühlte sie sich in ihrem Körper gefangen, den sie als „Koffer aus Fleisch“ bezeichnet.
Lady Jaye starb überraschend im Oktober 2007 an Magenkrebs. Breyer P-Orridge ist Inhalt des 2001 entstandenen Films The Ballad of Genesis and Lady Jaye.